# Västtjärnen, Medelpad
Västtjärnen är en sjö i Timrå kommun i Medelpad och ingår i Gådeån-Indalsälvens kustområde. Sjön har en area på 0,0678 kvadratkilometer och ligger 75 meter över havet. Sjön avvattnas av vattendraget Sörån.

## Delavrinningsområde
Västtjärnen ingår i det delavrinningsområde (693796-159236) som SMHI kallar för Inloppet i Strindsjön. Medelhöjden är 96 meter över havet och ytan är 6,61 kvadratkilometer. Räknas de 7 avrinningsområdena uppströms in blir den ackumulerade arean 43,19 kvadratkilometer. Avrinningsområdets utflöde Sörån mynnar i havet. Avrinningsområdet består mestadels av skog (83 procent). Avrinningsområdet har 0,07 kvadratkilometer vattenytor vilket ger det en sjöprocent på 1 procent.